# 樂詳
乐详（？—？），字文载，河东郡（治今山西省运城市夏县西北）人，三国时曹魏经学家。

## 生平
乐详少年好学，听说谢该通晓《左传》，从南阳步行到许昌学习，跟随谢该问难要义。魏文帝黄初年间被河东太守杜畿署为文学祭酒，后征拜博士。当时征拜博士十余人，只有乐详能教授五经。他精通学业，教育弟子，能循循善诱，废寝忘食。魏明帝时任骑都尉。晚年归乡，门徒曾至数千人。著作有《左氏乐氏问七十二事》。